# Protognathosaurus
Protognathosaurus oxyodon is een plantenetende sauropode dinosauriër, behorend tot de Eusauropoda, die tijdens het middelste Jura leefde in het gebied van het huidige China.
In 1988 benoemde en beschreef Zhang Yihun de typesoort Protognathus oxyodon op basis van een onderkaak gevonden bij Dashanpu in Sichuan. De geslachtsnaam was afgeleid van het Oudgriekse πρῶτος, prootos, "eerste", en γνάθος, gnathos, "kaak". De soortaanduiding is afgeleid van het Grieks ὀξύς, oxys, "scherp", en ὀδών, odoon, "tand". De geslachtsnaam was echter al bezet door de kever Protognathus  Basilewsky 1950. Daarom werd ze in 1991 door George Olshevsky gewijzigd in Protognathosaurus.
Het holotype, CV 00732 (= ChM V732) is gevonden in een laag van de Xaishaximiaoformatie die dateert uit het Bathonien-Callovien. Het bestaat uit een voorste dentarium van de linkeronderkaak. In het stuk zijn nog achttien tandkassen zichtbaar. De tanden daarin zijn verloren gegaan maar wel zijn enkele vervangingstanden zichtbaar. Doordat die nog niet afgesleten waren, zijn ze nog scherp; het is hier waar de soortaanduiding naar verwijst.
De meeste onderzoekers beschouwen Protognathosaurus als een nomen dubium.